# Pont-de-Metz
 Pont-de-Metz  es una población y comuna francesa, en la región de Picardía, departamento de Somme, en el distrito de Amiens y cantón de Amiens-7.

## Demografía
| 1016 | 1064 | 1028 | 1231 | 1494 | 1656 |
| Para los censos de 1962 a 1999 la población legal corresponde a la población sin duplicidades (Fuente: INSEE [Consultar]) |      |      |      |      |      |